# Баскаков, Владимир Иванович
Влади́мир Ива́нович Баска́ков (12 января 1941, Ленинград — 6 февраля 1982, Всеволожск, Ленинградская область) — советский футболист, защитник, полузащитник. Футбольный судья республиканской категории.

## Биография
Воспитанник центральной ДЮСШ ГорОНО Ленинграда. В 1961 году был в составе «Адмиралтейца». В 1962—1973 годах играл за ленинградское «Динамо», в первенстве страны сыграл 312 матчей, забил 21 гол.
В 1976—1981 годах работал футбольным судьёй, в том числе в 20 матчах высшей лиги в качестве бокового арбитра.
В качестве ассистента главного арбитра обслуживал Финал Кубка СССР по футболу 1980 года.
Скончался 6 февраля 1982 года на 42 году жизни. Похоронен на Казанском кладбище в г. Пушкин.